# 파란나비효과
"파란나비효과"(Blue Butterfly Effect)는 한국에서 제작된 박문칠 감독의 2017년 다큐멘터리 영화이다. 배미영 등이 주연으로 출연하였고 박문칠 등이 제작에 참여하였다.

## 출연

### 주연
- 배미영
- 이수미
- 김정숙
- 이희동
- 배정하
- 이국민
- 배은하